# Александер Фрік
Александер Фрік (нім. Alexander Frick, 18 лютого 1910, Шан, Ліхтенштейн — †31 жовтня 1991, там само) — ліхтенштейнський державний діяч, прем'єр-міністр Ліхтенштейну (1945—1962).

## Біографія
У 1929 році закінчив педагогічний коледж в Рікенбаху.
1929—1936 — інспектор податкової.
1931 — заснував Скаутську асоціацію Ліхтенштейну.
1936—1945 — директор податкової інспекції Ліхтенштейну.
1945—1962 — Прем'єр-міністр і міністр закордонних справ Ліхтенштейну. На цій посаді прийняв ряд соціально орієнтованих законів, в першу чергу, у сфері соціального страхування.
1962—1969 — президент електростанцій Ліхтенштейну.
1966—1970 — спікер Ландтагу Ліхтенштейну.
1970—1974 — віце-спікер Ландтагу Ліхтенштейну.
У 1935—1937 — голова Національного олімпійського комітету Ліхтенштейну.
Його син — Хансйорг Фрік був членом уряду з 2001 до 2005 роки.
У 1957 році Фрік був удостоєний почесного знаку За заслуги перед Австрійською Республікою.